# Seworan
Seworan is een bestuurslaag in het regentschap Magelang van de provincie Midden-Java, Indonesië. Seworan telt 827 inwoners (volkstelling 2010).